# هنري فريك
هنري فريك هو سياسي أمريكي، ولد في 17 مارس 1795 في نورثومبرلاند في الولايات المتحدة، وتوفي في 1 مارس 1844 في واشنطن العاصمة في الولايات المتحدة. نشط حزبياً في حزب اليمين. وقد انتخب عضو مجلس نواب بنسيلفانيا ‏ وانتخب عضو مجلس النواب الأمريكي ‏.